# Annajärvet
Annajärvet är en sjö i Gällivare kommun i Lappland och ingår i Kalixälvens huvudavrinningsområde. Sjön har en area på 0,0363 kvadratkilometer och ligger 366,1 meter över havet. Annajärvet ligger i Torne och Kalix älvsystem Natura 2000-område. Sjön avvattnas av vattendraget Harrijoki.

## Delavrinningsområde
Annajärvet ingår i det delavrinningsområde (748946-174057) som SMHI kallar för Utloppet av Annajärvet. Medelhöjden är 368 meter över havet och ytan är 0,12 kvadratkilometer. Räknas de 15 avrinningsområdena uppströms in blir den ackumulerade arean 8,69 kvadratkilometer. Harrijoki som avvattnar avrinningsområdet har biflödesordning 4, vilket innebär att vattnet flödar genom totalt 4 vattendrag innan det når havet efter 225 kilometer. Avrinningsområdet består mestadels av skog (71 procent). Avrinningsområdet har 0,04 kvadratkilometer vattenytor vilket ger det en sjöprocent på 29,2 procent.